# تاريخ ساسكس

علم ساسكس

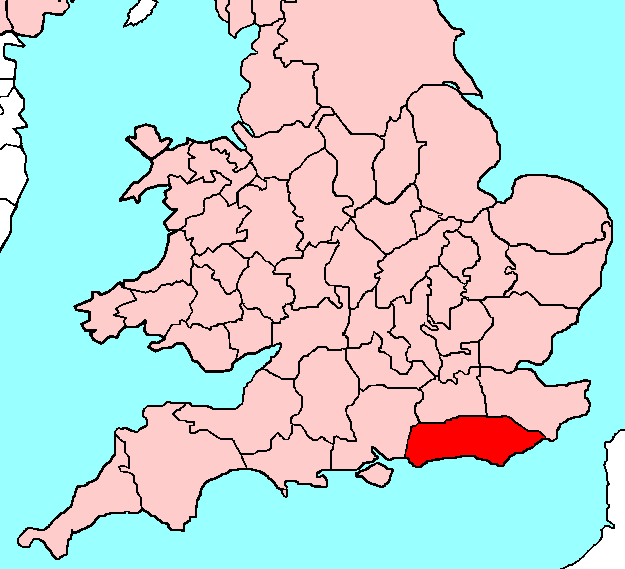
الامتداد القديم لساسكس

ساسكس (بالإنجليزية: Sussex) مشتقة من الكلمة الإنجليزية القديمة «Sūþsēaxe» أي «مملكة ساكسون الجنوب». مقاطعة تاريخية في جنوب شرق إنجلترا.
تقترح الأدلة المستقاة من أحد أحافير إنسان بوكسجروف (إنسان هايدلبيرغ) أن ساسكس كانت مأهولة منذ ما لا يقل عن 500,000 عامًا. ويُعتقد أنها أقدم الأحافير البشرية المكتشفة في بريطانيا. وقد عُثر على أدوات تعود إلى حوالي35,000  سنة ويعتقد أنها تعود إما لآخر إنسان نياندرتال في شمال أوروبا أو للتجمعات السكانية الرائدة للإنسان الحديث. تقبع في ساوث داونز مناجم الصوان النيوليثية العائدة إلى نحو العام 4000 ق.م، وهي من بين أولى المناجم في أوروبا. إن المقاطعة غنية أيضًا ببقايا من العصر البرونزي والعصر الحديدي. قبل الغزوات الرومانية، سكنتها قبيلة من البِلْج تُدعى الأتريباتس. كان توغيبوبنوس يحكم معظم ساسكس عندما بدأ الغزو الروماني لبريطانيا وشكل معظم كانتون ريجنينسيس الروماني.
سهل تراجع القوات الرومانية في القرن الخامس قدوم المهاجرين من ما هو الآن ألمانيا، وأُنشئت مملكة ساكسون الجنوب تحت حكم الملك إيل الذي ذُكر أنه سيطر على الممالك الأنجلو ساكسونية الأخرى وكان البريتوالدا الأول «حاكم بريطانيا». في عهد القديس ويلفرد، أصبحت ساسكس آخر الممالك السبعة لإنجلترا تخضع للتنصير. وبحلول القرن الثامن توسعت المملكة لتشمل أراضي قبيلة الهاستينغاس. حوالي العام 827 وفي أعقاب معركة إليندون، ضُمت ساسكس من قبل مملكة وسكس، وهي المملكة التي أضحت مملكة إنجلترا بعد المزيد من التوسع.
في عام 1066 وصلت القوات النورمانية إلى ساسكس، معقل الملك هارولد جودوينسون. بعد هزيمة هارولد في موقعة هاستينجز، أنشأ ويليام الفاتح خمسة (لاحقًا ستة) أقاليم شبه مستقلة عُرفت باسم الريب (بالإنجليزية: rapes)‏. نُقل كرسي أسقفية ساكسون الجنوب من سيلسي آبي إلى كاتدرائية جديدة في مدينة تشيتشستر. شُيدت القلاع التي تعرض العديد منها للحصار في العصور الوسطى العليا. امتلكت ساسكس موقعًا ذا أهمية إستراتيجية على أقصر الطرق بين نورماندي وأراضي الأنجويين في إنجلترا. العديد من موانئ ساسكس، بما في ذلك موانئ سينك، أمنت السفن للاستخدام العسكري. قادت أزمة الخلافة في مملكة فرنسا إلى حرب المئة عام حيث وجدت ساسكس نفسها على خط المواجهة. تبع ذلك عدة تمردات في أواخر العصور الوسطى كثورة الفلاحين، وتمرد جاك كايد وتمرد الإخوة ميرفولد.
في عهد هنري الثامن، انفصلت الكنيسة في إنجلترا عن الكاثوليكية الرومانية. أعادت ماري الأولى إنجلترا إلى الكاثوليكية وأُحرِق 41 بروتستانتيًا حتى الموت في ساسكس. في عهد إليزابيث، استمر التعصب لكن على نطاق أضيق إذ أُزهقت أرواح العديد من الكاثوليك في ساسكس في ذلك الوقت، وكانت ساسكس مفتوحة أمام المذاهب البروتستانتية القديمة المُمارسة في ويلد فضلاً عن المذاهب البروتستانتية الأحدث القادمة من أوروبا القارية إلى جانب وجود نسبة كاثوليكية كبيرة. كانت ساسكس في العديد من النواحي خارج النهج الطبيعي بالمقارنة مع بقية جنوب إنجلترا، وأفلتت بطريقة ما من معظم ويلات الحرب الأهلية بحصارين ومعركة واحدة. مع بدء الثورة الصناعية، انهارت صناعة الحديد في ويلدن. كان لنمو المنتجعات البحرية في القرن الثامن عشر أهمية خاصة في ساسكس. لعب جنود ساسكس دورًا هامًا في الحرب العالمية الأولى في معركة رأس الخنزير. ومع نهاية الحرب، اتُفق على شروط الهدنة في قصر داني هاوس. في الحرب العالمية الثانية، كانت المقاطعة قاعدة لإنزال دياب وإنزال النورماندي. في عام 1974، استعيض عن اللورد-الملازم لساسكس بلورد-ملازم لكل من شرق وغرب ساسكس اللتين أصبحتا مقاطعتين مراسيميتين منفصلتين. في القرن 21، أُحدث يوم مقاطعة ساسكس مع تصميم علم لها وأنشئت حديقة وطنية لساوث داونز.

## ساسكس ما قبل التاريخ

### العصر الحجري
في عام 1993، عُثر على عظم ظنبوب شبيه بعظم الإنسان في بوكسغروف بالقرب من تشيشيستر. ثم في عام 1996 عُثر على بقايا أخرى: اثنان من الأسنان القاطعة لفرد واحد استُخرجت من رواسب المياه العذبة السفلى في الموقع. أصبحت البقايا تعرف باسم «إنسان بوكسغروف» ويُعتقد أنه نوع يعرف باسم إنسان هايدلبيرغ. من الواضح أن إنسان بوكسغروف عاش في مرحلة معتدلة قبل المرحلة الأنجليانية مباشرة في فترة العصر الحجري القديم السفلي منذ ما يترواح بين 524,000 و478,000 سنة.

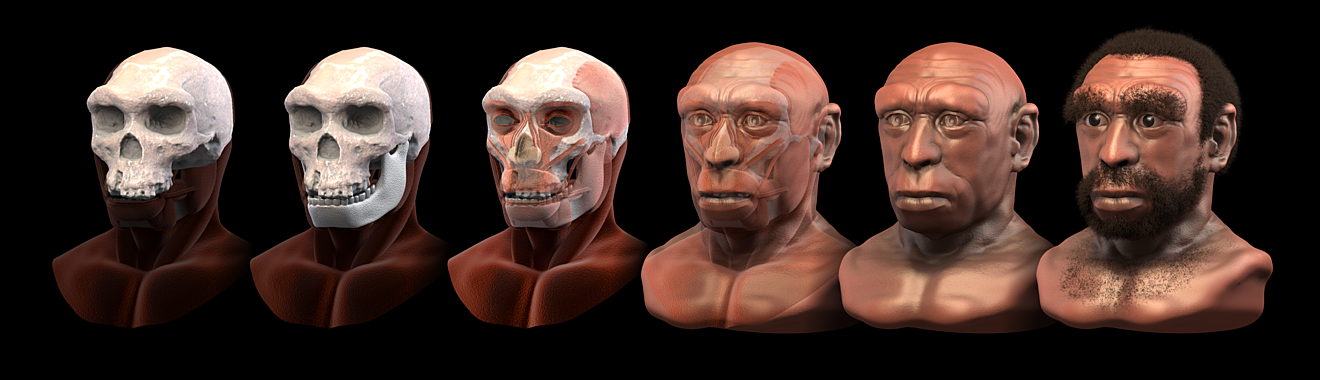
إعادة هيكلة إنسان هايدلبيرغ.

وفي عام 1900، عثر في إحدى المواقع في بيدنغز على أعمال من الصوان من العصر الحجري القديم العلوي. ثم في الفترة 2007-2008، عثر في الموقع نفسه على آثار من أوائل العصر الحجري القديم العلوي. تشمل الآثار في بيدينغز مرحلة انتقالية ثقافية جوهرية في العصر الحجري الأوروبي، ومن ثم فهي توفر مجموعة بيانات جديدة هامة لتحليل مجموعات النياندرتال المتأخرة في شمال أوروبا وكيفية استبدالهم بالتجمعات البشرية الحديثة.

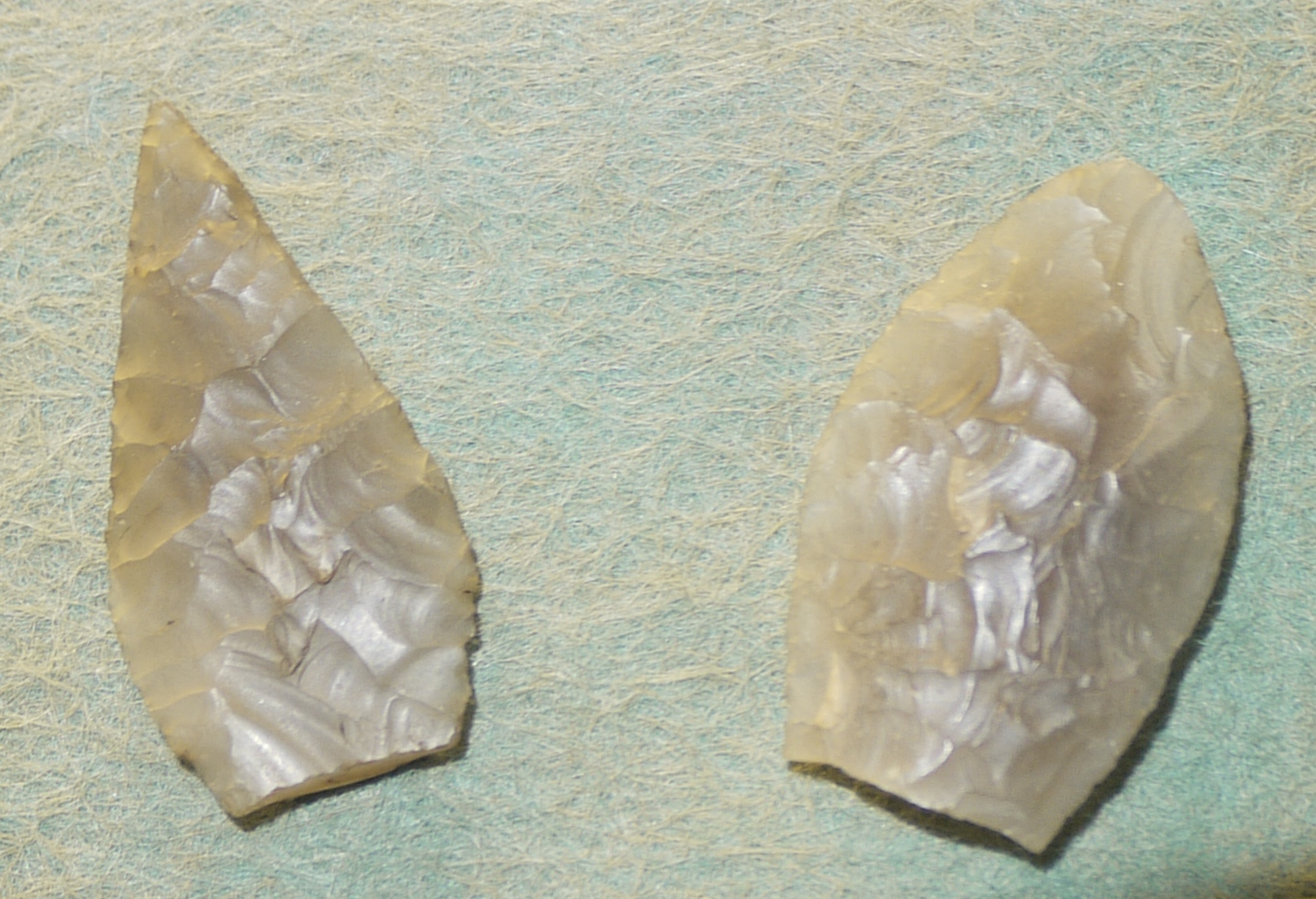
نصال الأسهم النيوليثية من حجر الصوان وجدت على مقربة من سيلسي

ويعتقد أن الصيادين الرُحل وصلوا إلى ساسكس قدومًا من أوروبا خلال العصر الحجري المتوسط. في العام (8000 ق.م)، إذ كانت بريطانيا ماتزال متصلة بقارة أوروبا، ولكن الصفائح الجليدية فوق شمال أوروبا أخذت تذوب بسرعة متسببةً في الارتفاع التدريجي لمستويات سطح البحر، ما أدى في نهاية المطاف إلى تشكل مضيق دوفر الذي عزل شعب ساسكس الميزوليتي عن القارة. وقد عُثر على اكتشافات أثرية من هؤلاء الناس معظمها في منطقة وسط ويلد إلى الشمال من داونز. وقد عثر على كميات كبيرة من السكاكين والكاشطات ونصال الأسهم وغيرها من الأدوات.
بالقرب من نهر أوز بالقرب من شاربسبريدج، عُثر على فأس مصقول، وشظايا فأس مصقولة، وإزميل وأمثلة أخرى من أعمال الصوان النيوليثية. تقترح حقيقة العثور على هذه الأدوات بالقرب من نهر أوز أن بعض عمليات إزالة الأشجار ربما حدثت في وادي النهر خلال الفترة النيوليثية.
وفي الفترة الممتدة منذ حوالي 4300 ق.م حتى 3400 ق.م، شكّل تعدين الصوان للاستخدام المحلي والتجارة على نطاق أوسع نشاطًا رئيسيًا في ساسكس النيوليثية. وُجِدت أيضًا صناعة الفخار النيوليثي بطرازات مشابهة لمكتشفات في أماكن أخرى مثل هيمبري وغريمستون/لايل هيل.